# ام‌سی جین
ام‌سی جین (انگلیسی: MC Jin؛ زادهٔ ۴ ژوئن ۱۹۸۲) یک هنرپیشه، و خواننده اهل ایالات متحده آمریکا است.

## گزیده فیلمشناسی
از فیلم‌ها یا برنامه‌های تلویزیونی که وی در آن نقش داشته‌است می‌توان به آثار زیر اشاره کرد.
- ۲ سریع و ۲ خشمگین (۲۰۰۳)
- گوشت گاو (فیلم) (۲۰۰۷)
- بروس لی، برادرم (۲۰۱۰)
- ۱۰۴۰ (فیلم) (۲۰۱۰)
- مردی با مشت‌های آهنین (۲۰۱۲)